# Free On-line Dictionary of Computing
Free On-line Dictionary of Computing (FOLDOC) – słownik terminologii komputerowej dostępny online jako baza do przeszukiwania. Został zainicjowany w 1985 r. przez Denisa Howe'a i jest hostowany przez Imperial College w Londynie. 
Słownik zawiera ok. 14 tys. pojęć (grudzień 2004) o łącznej objętości ponad 5 MB danych. Jest także udostępniany przez serwery lustrzane, na bazie GNU Free Documentation License, wersja 1.1 i wszystkie późniejsze, publikowane przez Free Software Foundation.